# 32-е августа на Земле
«32-е августа на Земле» (фр. Un 32 août sur terre) — канадский драматический фильм 1998 года, дебютный полнометражный фильм режиссёра и сценариста Дени Вильнева, спродюсированный Роджером Фраппье. Фильм был показан в разделе «Особый взгляд» на Каннском кинофестивале 1998 года. Фильм был выбран в качестве канадской заявки на лучший фильм на иностранном языке на 71-й церемонии вручения премии «Оскар», но не был номинирован. Актёр Алексис Мартен получил премию «Ютра» за лучшую мужскую роль.

## Сюжет
Фотомодель по имени Симон попадает в опасную автокатастрофу и чудом остается невредимой. После происшествия в её жизни наступают серьёзные перемены: она переосмысляет свою жизнь и увольняется с работы. Симона предлагает своему лучшему другу — Филиппу — завести ребёнка, чтобы придать своей пустой жизни смысл. Он соглашается, но с условием, что зачатие произойдет в пустыне штата Юта в США, возле Солт-Лейк-Сити. Во время путешествия герои фильма учатся любить себя и друг друга, сталкиваются с одиночеством и начинают по-новому смотреть на свои жизни.

## В ролях
- Врач в больнице — Пол Байяржон
- Лучший друг Филиппа — Эмманюэль Билодо
- Симон Прево — Паскаль Бюссьер
- Рабочий проката автомобилей — Р. Крэйг Костин
- Моника — Джоан Коте
- Стефан — Фредерик Десажер
- Продавщица кожевенного магазина — Эстелль Эссе
- Водитель автомобиля Солт-Лейк-Сити — Ли Фобер
- Медсестра — Венелина Гяурова
- Водитель такси — Ричард С. Гамильтон
- Жанвье — Марк Жанти
- Филиппе — Алексис Мартен
- Джульетта — Эвелин Ромпре
- Доктор — Иван Смит
- Водитель — Серж Терйо
- Продавец в кафе — Джим Левеск

## Критика
Брендан Келли из Variety похвалил визуальные эффекты фильма, исполнение главных ролей, «щадящее, но эффективное» использование музыкальных треков квебекскими иконами Робертом Шарлебуа и Жаном Лелупом, но Келли раскритиковал «тонкую» сюжетную линию, заявив, что в ней «просто нет того, что могло бы заинтересовать аудиторию в течение длительного времени».
Британский еженедельник Time Out также похвалил визуальные эффекты, но назвал фильм «интригующей, но лишь отчасти успешной странностью… на самом деле ничего особенного из этого не складывается».
Reelfilm.com дал фильму две звезды из четырёх, сказав, что это был «эпизодически интригующий, но в основном потакающий своим желаниям первый фильм режиссера, который достоин лучшего».